# 德克斯特 (伊利諾伊州)
德克斯特（英語：Dexter）是位於美國伊利諾伊州埃芬漢縣的一個非建制地區。該地的面積和人口皆未知。

## 地理
德克斯特的座標為38°04′51″N 88°41′00″W / 38.08083°N 88.68333°W，而該地的平均海拔高度為182米（即597英尺）。